# Blanche Sweet
Blanche Sweet (ur. 18 czerwca 1896 w Chicago, zm. 6 września 1986 w Nowym Jorku) – amerykańska aktorka filmowa.

## Życiorys
Urodziła się 18 czerwca 1896 r. Była córką tancerki o imieniu Pearl oraz handlarza winem Gilberta Sweet. Tuż po urodzeniu została porzucona przez ojca, matka zmarła niedługo później. Dziewczynką zaopiekowała się babcia, Core Alexander. Blanche zaczęła występować mając 18 miesięcy. Nazywano ją wtedy Baby Blanche lub Little Blanche. Od 1902 roku przez trzy lata była częścią trupy wędrownego śpiewaka Chaucneya Olcotta.
W 1906 r. Blanche nawiązała na nowo relacje z ojcem i zamieszkała z nim w San Francisco. W tamtym czasie zainteresowała się tańcem. Przeprowadziła się do Berkeley, gdzie pobierała lekcje tańca u Ruth St. Denis, jednak ze względu na problemy finansowe przeniosła się do Nowego Jork, gdzie zarabiała występując. Z pozyskanych pieniędzy opłacała kolejne lekcje tańca, m.in. u Gertrude Hoffman.
W wieku 13 lat zadebiutowała w wytwórni Biograph, gdzie grała w filmach Davida Warka Griffitha, szybko stając się jedną z jego ulubionych aktorek. W 1914 r. po tytułowej roli w filmie Judyta z Betulii odeszła z Biographu. W kolejnych latach pracowała m.in. dla Jessego Lasky, Cecila B.DeMille’a i jego brata Williama C. de Mille'a oraz Marshalla Neilana. Ten ostatni został jej mężem w 1922 r. (para rozwiodła się w 1929 r.).
Jako aktorka największą popularnością cieszyła się w okresie do końca I wojny światowej. W późniejszym okresie jej sukcesy były mniejsze, lecz nadal istotne. Ostatecznie jednak jej kariera filmowa skończyła się po występie w kilku filmach dźwiękowych. W latach 30. wróciła do występów scenicznych. W 1936 r. wyszła za aktora Raymonda Hacketta. W późniejszych latach prowadziła też własny program radiowy. W latach 50. XX wieku porzuciła karierę i pracowała jako sprzedawczyni w Nowym Jorku. Od lat 60. aż do swojej śmierci zaangażowana była w szerzenie wiedzy o kinie niemym, m.in. w ramach współpracy z Museum of Modern Art.

## Filmografia
- 1909: Spekulant zbożowy
- 1911: Country Lovers
- 1911: How She Triumphed
- 1911: A Smile of a Child
- 1913: Śmiertelny maraton
- 1914: Ucieczka
- 1914: Zemsta sumienia jako Annabel
- 1914:  Judyta z Betulii jako Judyta
- 1915: Warrenowie z Wirginii
- 1917: Milczący partner
- 1920: Dziewczyna w sieci
- 1923: Dusze na sprzedaż
- 1924: Tessa D'Ubervilles
- 1926: Siedem żon Sinobrodego
- 1982: Before the Nickelodeon: The Early Cinema of Edwin S. Porter jako ona sama / Narratorka